# محمد أبو الهاشم
محمد أبو الهاشم (1922 - 9 أبريل 2021) ناشط اجتماعي وسياسي من بنغلاديش. تم انتخابه عضوا في الجمعية الوطنية الباكستانية عام 1970. وكان منظمًا لحرب تحرير بنجلاديش عام 1971. حصل على وسام إكوشي باداك في عام 2011 لعمله الاجتماعي. توفي في 9 أبريل 2021 عن عمر يناهز 99 عامًا.